# ميشيل فيراري
ميشيل فيراري (بالإيطالية: Michele Ferrari)‏ هو دراج وطبيب إيطالي، ولد في 26 مارس 1953 في فيرارا في إيطاليا.